# Patagonotothen guntheri
Patagonotothen guntheri är en fisk som beskrevs 1937 av John Roxborough Norman. Arten ingår i släktet Patagonotothen och familjen Nototheniidae. Inga underarter finns listade i Catalogue of Life.
Den är havslevande, främst på djup mellan 30-160 meter, i sydvästra Atlanten, i Patagonien, runt Falklandsöarna och vid Burdwood Bank.